# Ann Arbor
Ann Arbor és una ciutat estatunidenca localitzada en l'estat de Michigan al comtat de Washtenaw. És la setena ciutat més gran de l'estat amb una població de 114.024 habitants segons dades del cens de l'any 2000, segons el qual 38.892 (32%) eren estudiants universitaris o de colleges. Es troba a 72 km (45 milles) a l'Oest de Detroit i 56 km (35 milles) al Nord d'Ohio. Aquí es troba la Universitat de Michigan.
Ann Arbor va ser fundada el 1824 per John Allen i Elisha Rumsey, tots dos especuladors de terreny. L'origen del seu nom no és completament segur, però la versió més recent afirma que va ser elegit pels fundadors de la ciutat en honor de les seves dones, Anna, ia la gran quantitat d'arbres que creixen a la zona. Segons aquesta teoria Arbour va ser la paraula triada per John Allen per seguir al nom de la seva dona i es diu així a un efecte de llum i ombra produït pels roures. El 25 de maig de 1824 el traçat de la ciutat va ser registrat al Comtat de Wayne com "Annarbour".
En l'actualitat Ann Arbor és la seu de la Universitat de Michigan, la qual va ser establerta a la ciutat el 1837. Com que la institució d'ensenyament superior dominant a la ciutat, la universitat li dona a Ann Arbor una atmosfera de ciutat universitària. La universitat és el motor principal en l'economia de la ciutat, ja que dona feina a 30.000 treballadors, incloent al voltant de 7.500 del centre mèdic. L'economia de la ciutat també està centrada en l'alta tecnologia amb diverses companyies que s'han instal·lat a causa de l'activitat investigadora de la universitat, el desenvolupament economic i pels seus graduats.

## Història
Ann Arbor va ser fundada el 1824 per John Allen i Elisha Rumsey, ambdós especuladors de terreny. El 25 de maig de 1824 el traçat de la ciutat va ser registrat al Comtat de Wayne com «Annarbour», constituint el primer nom usat per denominar la ciutat. L'origen del seu nom no és completament segur, no obstant això la versió més recent afirma que va ser elegit pels fundadors de la ciutat en honor de les seves dones, Anna, i a la gran quantitat de roures que creixen en les 258 hectarees (640 acres) de terreny que van ser comprats al govern federal per la suma de 800 dòlars. Segons aquesta teoria Arbor va ser la paraula elegida per John Allen per seguir el nom de la seva esposa i es crida així a un efecte de llum i ombra produït pels roures.
Ann Arbor es va convertir en el principal assentament del Comtat de Washtenaw el 1827 i va ser incorporada com a vila el 1833. La Companyia de Terrenys d'Ann Arbor, un grup d'especuladors de terrenys, van deixar a part 16 hectarees (40 acres) de terreny sense explotar i el van oferir a l'Estat de Michigan com a assentament de la capital de l'estat, però va perdre el concurs davant de Lansing. El 1873, la propietat va ser acceptada com a assentament per a la Universitat de Michigan, lligant d'aquesta manera per sempre la ciutat d'Ann Arbor i la seva història amb la de la universitat. La ciutat es va convertir en un centre regional del transport amb l'arribada del Ferrocarril Central de Michigan i el 1851 va assolir l'estatus de poble.
Durant la dècada dels 60 i els 70, la ciutat va guanyar reputació com un centre important de la política liberal. El candidat a la presidència John F. Kennedy va presentar la seva proposta dels Peace Corps el 1960 a la Universitat de Michigan. El President Lyndon B. Johnson va convocar per primera vegada a la Gran Societat en el discurs de graduació el 1964.
Aquestes influències polítiques van calar en la política municipal durant l'inici i mitjans dels anys 70 quan tres membres del Partit dels Drets Humans de tall progressista, van guanyar representació en l'ajuntament, potenciant d'aquesta manera la veu dels estudiants. Durant el temps en què aquests membres van romandre en el govern de la ciutat van lluitar per establir ordenances antidiscriminació, mesurades per descriminalitzar la possessió de marihuana i per a control dels lloguers; moltes d'aquestes han perdurat fins a l'actualitat modificades.

## Geografia
Segons l'Oficina del Cens dels Estats Units, l'àrea de la ciutat és de 71.7 km²; 70 km² és terreny i 1.7 km² o el 2,43% és aigua, pertanyent la major part al riu Huron. Ann Arbor aquesta situada a 35 milles a l'oest de Detroit.

## Educació
En l'actualitat Ann Arbor és la seu de la Universitat de Michigan, la qual va ser establerta a la ciutat el 1837.

## Personatges il·lustres
- Thomas Huckle Weller (1915 - 2008) bacteriòleg, Premi Nobel de Medicina o Fisiologia de l'any 1954.
- Arthur Coleman Danto (1924 - 2013) Crític d'art
- Samuel Chao Chung Ting (1936) físic, Premi Nobel de Física de l'any 1976.
- Tally Hall